# Soula
Soula é uma comuna francesa na região administrativa de Occitânia, no departamento de Ariège. Estende-se por uma área de 11,16 km². Em 2010 a comuna tinha 183 habitantes (densidade: 16,4 hab./km²).